# 高小山
高小山（1963年10月—），男，河北平山人，中国数学家，中国科学院数学与系统科学研究院副院长，中国数学会副理事长，中国系统工程学会副理事长。